# Viliam Hájíček
Viliam Hájíček (16. září 1913 – 30. června 1993) byl slovenský a československý politik Komunistické strany Slovenska a poúnorový poslanec Národního shromáždění ČSSR a Sněmovny lidu Federálního shromáždění.

## Biografie
Ve volbách roku 1964 byl zvolen za KSS do Národního shromáždění ČSSR za Západoslovenský kraj. V Národním shromáždění zasedal až do konce volebního období parlamentu v roce 1968. K roku 1968 se profesně uvádí jako jeřábník z obvodu Jaslovské Bohunice.
Po federalizaci Československa usedl roku 1969 do Sněmovny lidu Federálního shromáždění (volební obvod Jaslovské Bohunice), kde setrval do května 1970, kdy rezignoval na poslanecký post.